# Louis XV dans l'art et la culture
 (décembre 2022).
Louis XV dans l'art et la culture correspond aux représentations de ce roi à travers différents supports tels que le cinéma, la peinture, la sculpture, etc.

## Caricature
- 1872 : Histoire de France tintamarresque : depuis les temps reculés jusqu'à nos jours par Touchatout[1].

## Chanson
- 1744 : Chanson nouvelle sur la convalescence de Sa Majesté Louis XV[2].
- 1763 : Oh, la belle statue ! Oh, le beau piédestal ! Les Vertus sont à pied, le Vice à cheval[3].
- 1883 : Chanson Louis XV par Georges Bachmann[4].
- 1941 : Le Régiment Des Jambes Louis XV[5].
- 1959 : Histoire de France par les chansons, vol. 7: Régence et Louis XV[6].
- 2022 : L'aimable, une journée avec Louis XV[7].

## Filmographie
Le règne ainsi que la personne du roi Louis XV a été dépeint dans plusieurs œuvres cinématographiques et de télévision,.

### Cinéma

#### Rôle principal du roi
- 1915 : DuBarry de David Belasco avec Richard Thornton.
- 1917 :
  - Madame Du Barry de J. Gordon Edwards avec Charles Clary.
  - Par ordre de la Pompadour de Frederic Zelnik avec Georges Vaultier.
- 1928 :
  - Marquis d'Eon, der Spion der Pompadour de Karl Grune avec Alfred Gerasch.
  - Madame du Barry de Roy William Neill avec Mahlon Hamilton.
- 1930 : Du Barry, Woman of Passion de Sam Taylor avec William Farnum.
- 1931 :
  - Madame Pompadour de Willi Wolff avec Kurt Gerron.
  - Un caprice de la Pompadour de Joë Hamman et Willi Wolff avec René Marjolle.
  - Madame Pompadour de Herbert Wilcox avec Henri Bosc.
- 1934 : Madame Du Barry de William Dieterle avec Reginald Owen.
- 1938 : Marie-Antoinette de W. S. Van Dyke avec John Barrymore.
- 1943 : La Du Barry était une dame de Roy Del Ruth avec Red Skelton.
- 1951 : Die Dubarry de Reinhold Schünzel et Georg Wildhagen avec Mathieu Ahlersmeyer.
- 1954 : Madame du Barry de Christian-Jaque avec André Luguet.
- 2006 :
  - Marie-Antoinette de Sofia Coppola avec Rip Torn.
  - Jeanne Poisson, marquise de Pompadour de Robin Davis avec Vincent Pérez.
- 2009 : Louis XV, le Soleil noir de Thierry Binisti avec Stanley Weber.
- 2023 : Jeanne du Barry de Maïwenn avec Johnny Depp.

#### Rôle secondaire du roi
- 1919 : Passion de Ernst Lubitsch avec Emil Jannings.
- 1920 : The Dancer Barberina de Carl Boese avec Giorgio De Giorgetti,
- 1922 :
  - Fridericus de Arzén von Cserépy avec Leopold von Ledebur,
  - Monsieur Beaucaire de Sidney Olcott avec Lowell Sherman.
- 1925 : Fanfan-la-Tulipe de René Leprince avec Jacques Guilhène.
- 1927 :Le Roman de Manon de Alan Crosland avec Stuart Holmes.
- 1933 : Voltaire de John G. Adolf avec Reginald Owen.
- 1935 : I Give My Heart de Marcel Varne avec Owen Nares.
- 1936 : The Postman from Longjumeau de Carl Lamac avec Alfred Neugebauer.
- 1946 : Le Joyeux Barbier de George Marshall avec Reginald Owen.
- 1949 : Cagliostro de Gregory Ratoff avec Robert Atkins.
- 1952 : Fanfan la Tulipe de Christian-Jaque avec Marcel Herrand.
- 1954 Si Versailles m'était conté… de Sacha Guitry avec Jean Marais.
- 1958 : La Tour, prends garde ! de Georges Lampin avec Jean Lara.
- 1960 : Le Secret du chevalier d'Éon de Jacqueline Audry avec Jean Desailly.
- 1987 : Casanova de Simon Langton avec Jean-Pierre Cassel.
- 1996 :
  - L'allée Du Roi de Nina Companeez, acteur non crédité.
  - Beaumarchais, l'insolent de Édouard Molinaro avec Michel Serrault.
- 2003 : Fanfan la Tulipe de Gérard Krawczyk avec Didier Bourdon.
- 2014 :Simiocratie (court-métrage) de Nicolas Pleskof avec Jean-Marie Winling.
- 2017 : L'Échange des princesses de Marc Dugain avec Igor Van Dessel (adolescent) et Maxence Dugain (enfant).

### Télévision

#### Série
- 1973 : Joseph Balsamo d'André Hunebelle avec Guy Tréjan.
- 1978 : Ce diable d'homme de Marcel Camus avec Jean-Claude Houdinière.
- 2006 La Cheminée des temps d'Euros Lyn avec Ben Turner.
- 2008 : Nicolas Le Floch avec Pierre Remund.
- 2014 : Outlander de Ronald D. Moore avec Lionel Lingelser.
- 2021 : Les Aventures du jeune Voltaire de Georges-Marc Benamou avec Jérémy Gillet.

#### Documentaire
- 2015 : L’Ombre d'un doute, épisode Louis XV, l'homme qui aimait trop les femmes.
- 2016 : Secrets d’Histoire, épisode La Du Barry : coup de foudre à Versailles.
- 2021 :
  - La Guerre des trônes, la véritable histoire de l'Europe, saison 5 épisode 4 Louis XV, le bien-aimé (1722-1737).
  - Secrets d'Histoire, Louis XV et la bête du Gévaudan.
  - Louis XV et Madame de Pompadour réalisé par Catherine Mignot.
  - Louis XV, le Bien Aimé réalisé par Franck Courvoisier.
- 2022 : Le style Louis XV : une affaire de femmes réalisé par Sylvie Faiveley[10].

## Iconographie

### Peinture
- 1715 : Louis XV en costume de sacre par Hyacinthe Rigaud.
- 1720 : Louis XV dauphin de Rosalba Carriera.
- 1723 : Louis XV et sa fiancée de François de Troy.
- 1730 : Portrait de Louis XV en costume de sacre de Hyacinthe Rigaud.
- 1760 : Louis XV, roi de France et de Navarre de Jean-Baptiste van Loo[11].
- 1762 : Louis XV en costume de sacre de Louis-Michel van Loo[12],[13].
- 1773 : Louis XV par François-Hubert Drouais.
- 1840 : Louis XV sur le champ de la bataille de Fontenoy, 11 mai 1745 par Henri Félix Emmanuel Philippoteaux.

## Poésie
Sous l'Ancien Régime, la personne du Roi étant sacré, les libelles satiriques envers lui ou ses maitresses étaient interdit mais à la fin de son règne les poèmes moqueurs prendront de l'importance ainsi qu'après sa mort.
- 1717 : Compliments à Louis XV[17].
- 1721 : La maladie de Louis XV[18].
- 1744 : Louis XV, poème de l'imprimerie d'Aymé Delaroche[19].
- 1745 : Poème de Fontenoy[20].
- 1774 : Oraison funèbre de Louis XV de Jean-François de La Harpe[21].
- 1840 : En passant dans la place Louis XV par Victor Hugo[22].
- 1872 : Style Louis XV par Germain Nouveau[23].
- 2010 : Ci-gît notre invincible roi… par Henri Duranton[24].

## Statuaire
Il ne subsiste que quelques statues échappées de la Révolution Française.
- 1743 : Bronze et piédestal en marbre blanc réalisé par Jean Varin[25].
- 1745 : Buste réalisé Jean-Baptiste Lemoyne[26].
- 1750 : Bronze moulé en ronde bosse réalisé par Dieudonné-Barthélémy Guibal et Paul-Louis Cyfflé[27].
- 1755 : Bronzé réalisé par Emmanuel Héré[28].
- 1763 : Statue équestre réalisé par Edmé Bouchardon[29].
- 1765 : Monument à Louis XV réalisé par Jean-Baptiste Pigalle[30].
- 1818 : Statue de Louis XV réalisé par Auguste Lecler[31].
- 2022 : Louis XV réalisé par Juan Carlos Carillo[32],[33].

## Numismatique
- 1745 : Le premier mariage du Dauphin Louis avec Marie Thérèse d’Espagne médaille en cuivre[34].
- 1763 : Consécration de la statue équestre sur la place Louis XV médaille en bronze[35].

## Lieux
- Place Louis XV, désormais place de la Concorde.